# Yoko Koikawa
Yoko Koikawa –en japonés, 肥川葉子, Koikawa Yoko– (18 de mayo de 1975) es una deportista japonesa que compitió en natación.
Ganó cinco medallas en el Campeonato Pan-Pacífico de Natación, en los años 1991 y 1993. Participó en los Juegos Olímpicos de Barcelona 1992, ocupando el octavo lugar en la prueba de 100 m espalda.

## Palmarés internacional
| Campeonato Pan-Pacífico | Campeonato Pan-Pacífico | Campeonato Pan-Pacífico | Campeonato Pan-Pacífico |
| Año                     | Lugar                   | Medalla                 | Prueba                  |
| ----------------------- | ----------------------- | ----------------------- | ----------------------- |
| 1991                    | Edmonton (Canadá)       | Medalla de plata        | 4 × 100 m libre         |
| 1991                    | Edmonton (Canadá)       | Medalla de plata        | 4 × 200 m libre         |
| 1993                    | Kobe (Japón)            | Medalla de bronce       | 100 m espalda           |
| 1993                    | Kobe (Japón)            | Medalla de bronce       | 4 × 200 m libre         |
| 1993                    | Kobe (Japón)            | Medalla de bronce       | 4 × 100 m estilos       |